# Liste von Tulpenbrunnen
In dieser Liste sind Tulpenbrunnen aufgeführt, also Brunnen im öffentlichen Raum, die Tulpen zum Thema haben.

## Deutschland
| Bezeichnung                    | Bild           | Standort                             | Bundesland      | Künstler       | Errichtung Einweihung | Weitere Informationen |
| ------------------------------ | -------------- | ------------------------------------ | --------------- | -------------- | --------------------- | --- |
| Tulpenbrunnen in Halle (Saale) | weitere Bilder | Halle (Saale), Halle-Neustadt (Lage) | Sachsen-Anhalt  | Heinz Beberniß | 1978                  | Siehe auch: Liste der Kulturdenkmale in Halle (Saale)/Stadtbezirk West. Der ca. 5 Meter hohe Brunnen (Beckendurchmesser: ca. 10 Meter) wurde 2009 saniert. |
| Waschbrunnen                   | weitere Bilder | Wallhalben (Lage)                    | Rheinland-Pfalz |                | 19. Jahrhundert       | Siehe auch: Liste der Kulturdenkmäler in Wallhalben |

## Weitere
| Bezeichnung                                     | Bild           | Standort                                                             | Staat      | Künstler         | Errichtung Einweihung | Weitere Informationen |
| ----------------------------------------------- | -------------- | -------------------------------------------------------------------- | ---------- | ---------------- | --------------------- | --------------------- |
| Tulpenbrunnen (Törökszentmiklós)                | weitere Bilder | Törökszentmiklós, Kossuthplatz (Komitat Jász-Nagykun-Szolnok) (Lage) | Ungarn     | Marek Brzózka    | 2014                  | Art Nouveau           |
| Tulpenbrunnen (Schymkent)                       | weitere Bilder | Schymkent                                                            | Kasachstan |                  |                       |                       |
| Tulpenbrunnen (Tapolca)                         | weitere Bilder | Tapolca (Komitat Veszprém) (Lage)                                    | Ungarn     | Kiss R. Lenke    | 1982                  |                       |
| Tulpenbrunnen (Istanbul) (auch Laleli Fountain) | weitere Bilder | Istanbul, Galata                                                     | Türkei     | Raimond D’Aronco | 1904 oder 1905        | Art-Nouveau-Stil      |
| Tulpenbrunnen (Zalaegerszeg)                    | weitere Bilder | Zalaegerszeg, Dísz Platz (Komitat Vas) (Lage)                        | Ungarn     | Péter Szabolcs   | 1985                  |                       |